# 다크 개더링
다크 개더링(일본어: ダークギャザリング Dark Gathering[*])은 곤도 켄이치가 쓰고 그린 일본 만화 시리즈이다. 2019년 3월부터 슈에이샤의 소년 만화 잡지 점프스퀘어에서 연재되고 있다. OLM에서 각색한 애니메이션 TV 시리즈는 2023년 7월부터 12월까지 방영되었다. 2024년 2월까지 다크 개더링은 실제 복사본과 디지털 복사본을 포함하여 150만 개 이상의 복사본을 유통했다.